# A Better Tomorrow
A Better Tomorrow (Ying hung boon sik) är en actionfilm från Hongkong 1986. Den kom att ha stort inflytande över filmindustrin i Hongkong, senare även över hela världen.
Filmen regisserades av John Woo, med Chow Yun Fat, Ti Lung och Leslie Cheung i huvudrollerna.
Trots att den filmades med liten budget och var relativt okänd innan den gick upp på bioduken så blev den en enorm succé.
Filmens succé ledde till två uppföljare, A Better Tomorrow 2, också regisserad av John Woo, samt A Better Tomorrow 3, som regisserades av A Better Tomorrows producent Tsui Hark.

## Översikt
Filmen skildrar maffiavåld i ett nästan romantiserat sätt.
Den handlar om Ho Tse Sung och Mark Gor (Lung och Yun Fat), två triadmedlemmar i Hongkong.

## Rollista
- Ti Lung - Ho Tse Sung
- Leslie Cheung - Kit Sung
- Chow Yun Fat - Mark Gor
- Emily Chu - Jackie
- Waise Lee - Shing
- Shing Fui-On - Shing's närmaste man
- Kenneth Tsang - Ken

## Trivia
- Efter filmen gick tonårspojkar runt i långa rockar, för att imitera Chow Yun Fats utseende i filmen. John Woo uppmärksammar det i uppföljaren A Better Tomorrow 2 där några ungdomar bär liknande kläder.